# Coryphopterus punctipectophorus
Coryphopterus punctipectophorus är en fiskart som beskrevs av Springer, 1960. Coryphopterus punctipectophorus ingår i släktet Coryphopterus och familjen smörbultsfiskar. Inga underarter finns listade i Catalogue of Life.